# Siteki
Siteki är huvudort i distriktet Lubombo i östra Swaziland. Orten ligger väster om Lebombobergen, 619 meter över havet. Platsen är en utspridd bosättning i ett glesbygdsområde. Den hade 4 157 invånare (1997).
Platsen grundades av den på 1800-talet levandes Swazilandskungen Mbandzeni (även känd som Dlamini IV). Platsen heter "bröllopsplats" och hänvisar till det faktum att Swazilandskungen Mbandzeni tillät sina soldater att hålla sina bröllop här.